# 4742 Caliumi
4742 Caliumi là một tiểu hành tinh vành đai chính với cận điểm quỹ đạo là 1.7679502 AU. Nó có độ lệch tâm là 0.2675742 và chu kỳ quỹ đạo là 1366.0166476 ngày (3.74 năm).
Thlà mộtsteroid was được phát hiện ngày 16 tháng 11 năm 1986.